# An Imaginary Country
An Imaginary Country es el quinto álbum de estudio del músico canadiense Tim Hecker, lanzado el 10 de marzo de 2009 por Kranky. El álbum está disponible en formato CD o en LP doble.

## Recepción
La respuesta inicial de la crítica a An Imaginary Country fue positiva. Metacritic puntuó al disco con un puntaje de 79 sobre 100, basado en 11 reseñas.

## Lista de canciones[9][10]
1. "100 Years Ago" - 3:28
2. "Sea of Pulses" - 4:41
3. "The Inner Shore" - 4:17
4. "Pond Life" - 1:24
5. "Borderlands" - 4:46
6. "A Stop at the Chord Cascades" - 4:43
7. "Utropics" - 1:05
8. "Paragon Point" - 5:04
9. "Her Black Horizon" - 1:27
10. "Currents of Electrostasy" - 3:43
11. "Where Shados Make Shadows" - 8:37
12. "200 Years Ago" - 4:45